# Marieborgsskolan

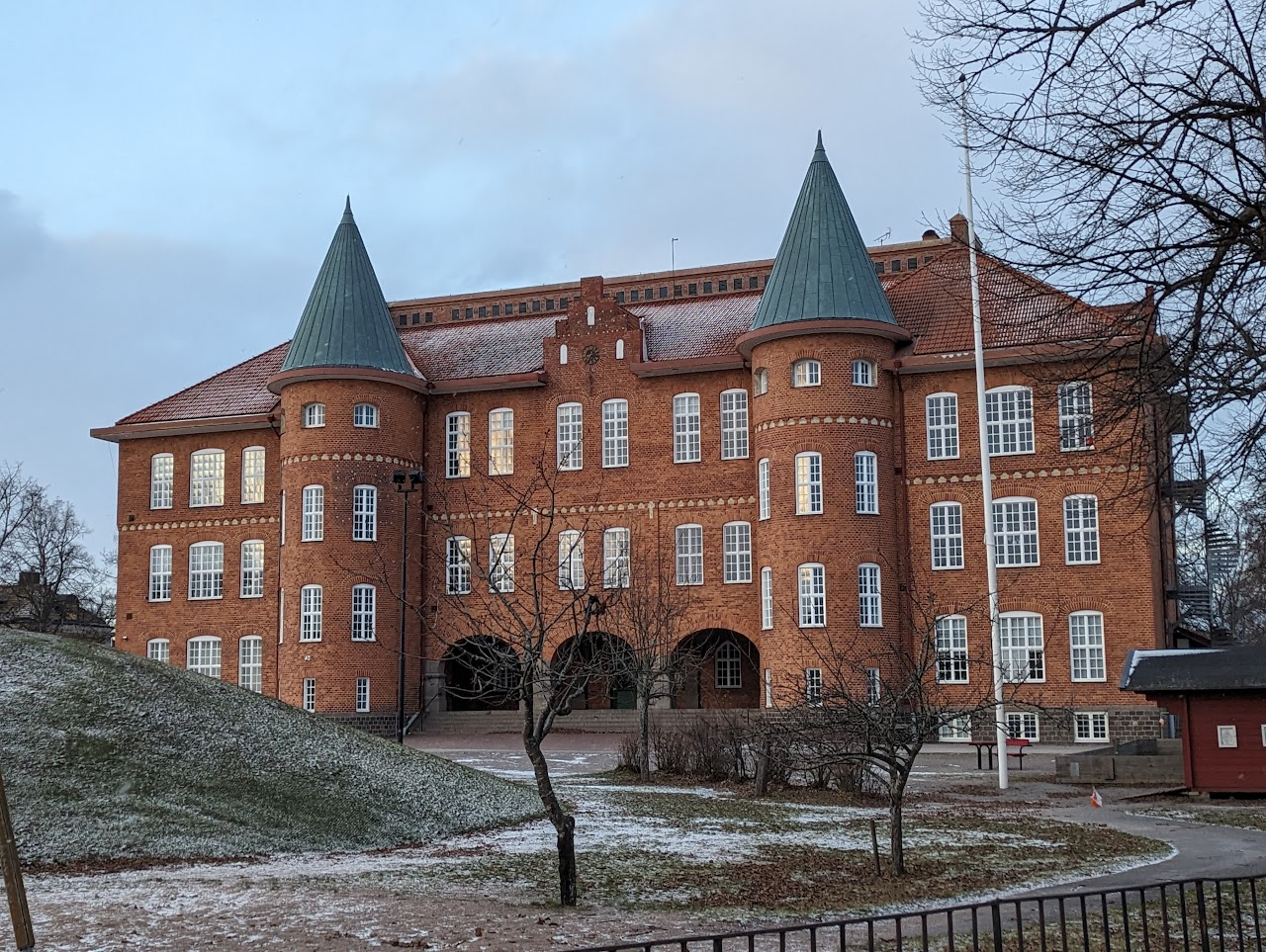
Marieborgsskolan dagtid

Marieborgsskolan är en grundskola vid Stora Trädgårdsgatan i Västervik. Den stod klar hösten 1913. Trevåningsbyggnaden i rött tegel fick ett slottsliknande utseende och ritades av arkitekterna Gustaf de Frumerie och Kristian Sundstrand.

## Bilder

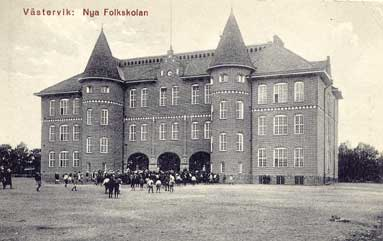
Marieborgsskolan cirka 1913
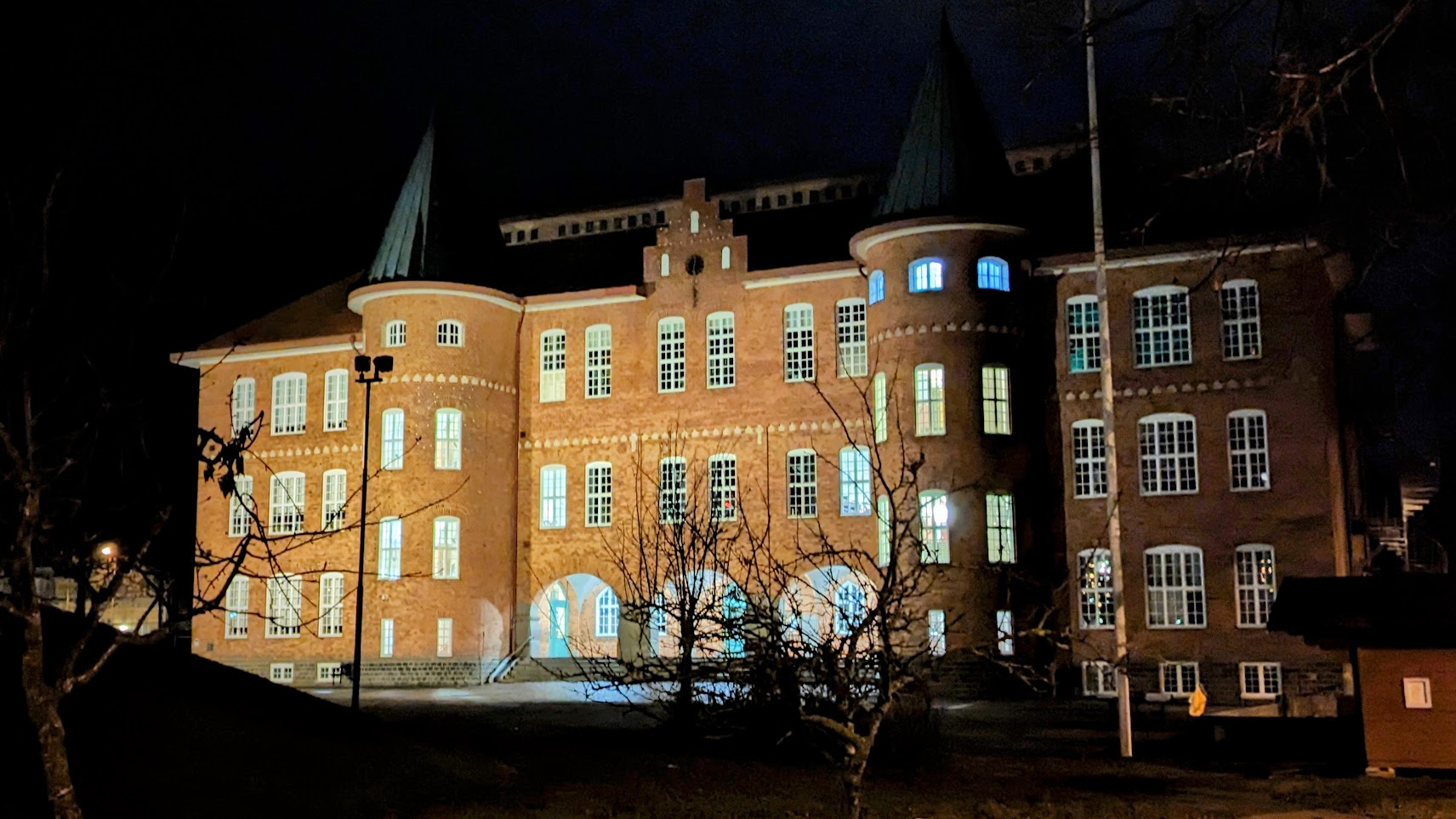
Marieborgsskolan nattetid